# Nemopalpus transvaalensis
Nemopalpus transvaalensis är en tvåvingeart som beskrevs av Elisabeth K. Stuckenberg 1962. Nemopalpus transvaalensis ingår i släktet Nemopalpus och familjen fjärilsmyggor. Inga underarter finns listade i Catalogue of Life.